# 石姫皇女
石姫 皇女（いしひめ の ひめみこ/いしひめ の おうじょ、生没年不詳）は、日本の第29代天皇・欽明天皇の皇后。『古事記』には石比売命（いしひめのみこと）とある。
父は宣化天皇、母は橘仲皇女（仁賢天皇皇女・雄略天皇外孫）。敏達天皇の母。

## 経歴
同母妹の小石姫皇女（記のみ）・倉稚綾姫皇女・日影皇女（以上紀のみ）と共に欽明天皇の妃となった。欽明天皇元年1月15日（540年2月8日）に欽明天皇の皇后に立てられた。敏達天皇元年4月3日（572年4月30日）、息子敏達天皇の即位と同日に皇太后に立てられた。

## 系譜
- 父：宣化天皇
- 母：橘仲皇女（仁賢天皇皇女・雄略天皇外孫）
- 同母兄弟：小石姫皇女・倉稚綾姫皇女・日影皇女・上殖葉皇子・某（夭逝、男女不明）
- 夫：欽明天皇
  - 子：箭田珠勝大兄皇子・敏達天皇・笠縫皇女

## 陵

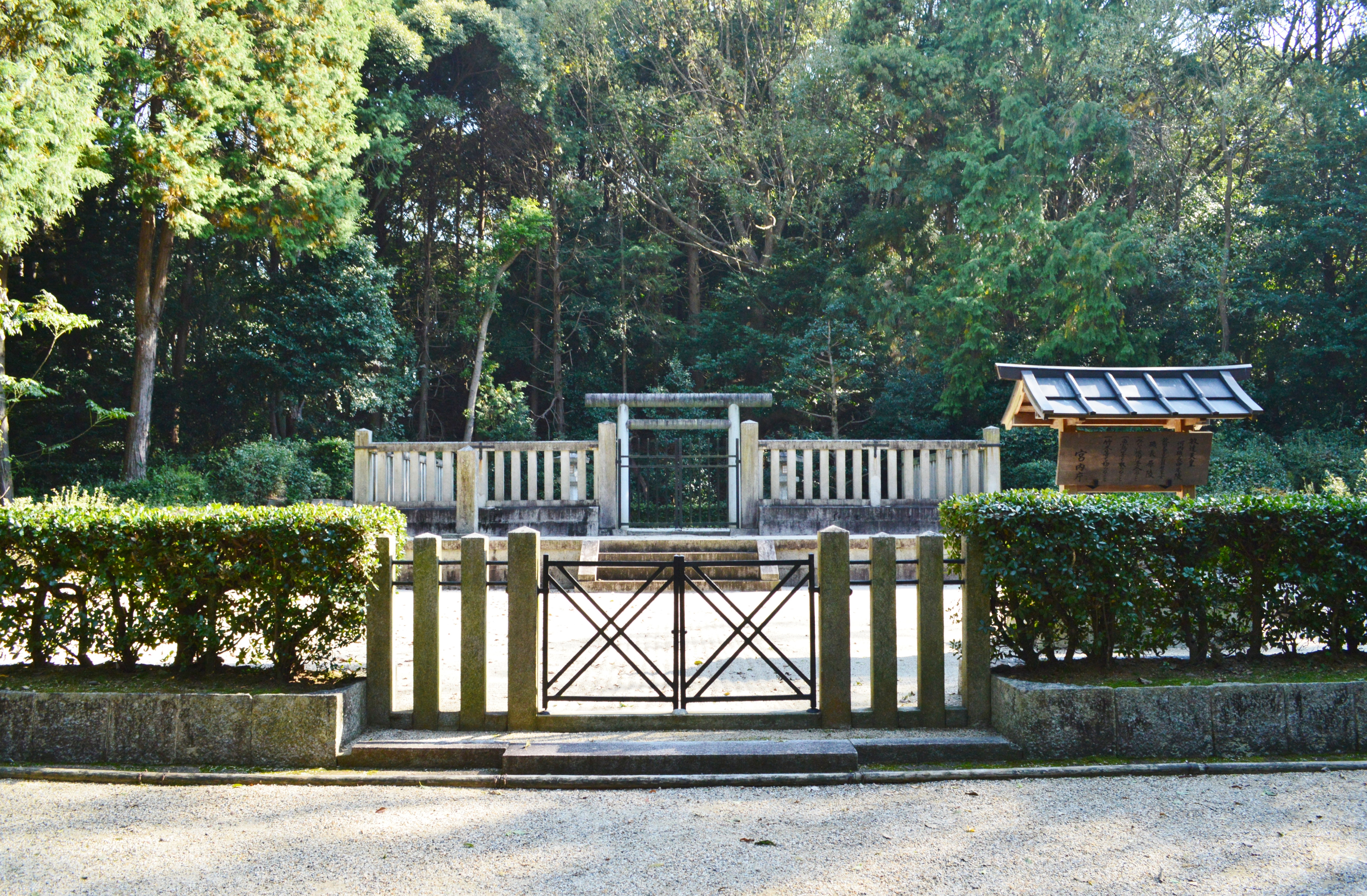
敏達天皇 河内磯長中尾陵・
石姫皇女 磯長原陵
（大阪府南河内郡太子町）

陵（みささぎ）は、宮内庁により大阪府南河内郡太子町大字太子にある磯長原陵（しながのはらのみささぎ）に治定されている。子の敏達天皇との合葬陵で、宮内庁上の形式は前方後円。遺跡名は「太子西山古墳」で、墳丘長113メートルの前方後円墳である。
石姫皇女の崩御年は不明であるが、『日本書紀』では崇峻天皇4年（591年?）4月に石姫皇女の墓に敏達天皇が追葬されたとし、その陵号を「磯長陵」とする。『延喜式』諸陵寮では石姫皇女墓は遠墓の「磯長原墓」として記載され、河内国石川郡敏達天皇陵内の所在で、守戸3烟を毎年あてるとする。